# Argumentum ad lazarum
Een Argumentum ad lazarum of beroep op armoede  is een drogreden waarbij men aanneemt dat een conclusie juist is omdat de spreker arm is of incorrect omdat de spreker rijk is. Het is een ondercategorie van beroep op autoriteit, omdat een lage sociaal-economische status de spreker autoriteit zou verlenen, en een ondercategorie van het argumentum ad misericordiam, omdat medelijden voor diens situatie wordt opgewekt. De drogreden is vernoemd naar de gelijkenis van de rijke man en Lazarus, een bedelaar in het Evangelie volgens Lucas die in het hiernamaals beloond wordt.
De drogreden wordt in de volksmond vaak verwoord als "Arm, maar eerlijk."
Het tegenovergestelde is het argumentum ad crumenam.

## Voorbeelden
- Gezinsboerderijen kunnen moeilijk rondkomen, dus als zij zeggen dat wij hen moeten beschermen, dan zullen ze wel gelijk hebben.
- Daklozen zeggen dat ze moeilijk woningen kunnen vinden. Dus dat is zo.
- De monniken hebben alle materiële bezittingen afgezworen. Derhalve moeten ze verlichting hebben bereikt.
- Alles wat je hoeft te weten over de burgeroorlog in dat land is dat de rebellen in lemen hutjes wonen, terwijl de generaal die troepen op hen afstuurt in een luxueus kantoor met airconditioning zit.
- "Amerika twijfelt ook niet. Die weten ook zeker dat ze gelijk hebben. Amerika is ongeveer 4% van de wereldbevolking en bezit ongeveer 40% van de wereldrijkdom. Dus gevoelsmatig heb ik niet echt het idee dat ze gelijk hebben." – Theo Maassen in Functioneel naakt (2002).
- Amerikaans logicus Gary Curtis analyseerde kort na de aanslagen op 11 september 2001 de maatschappelijke discussies over de oorzaken van terrorisme, waarbij hij opmerkte dat het aanwijzen van armoede als ultieme oorzaak van elke terreuraanslag te simpel is: "Osama bin Laden komt uit een rijk Saoedisch gezin en heeft honderden miljoenen dollars geërfd."[2]